# Akihiro Hayashi
Akihiro Hayashi (jap. 林 彰洋, Hayashi Akihiro; * 7. Mai 1987 in Higashiyamato, Präfektur Tokio) ist ein japanischer Fußballspieler.

## Karriere
Akihiro Hayashi erlernte das Fußballspielen in der Schulmannschaft der Ryutsu Keizai University Kashiwa High School sowie in der Universitätsmannschaft der Ryūtsū-Keizai-Universität. Von der Ryūtsū-Keizai-Universität wurde er von September 2009 bis November 2009 zu Plymouth Argyle nach England ausgeliehen. Der Verein spielte in der zweiten englischen Liga, der Football League Championship. Am 1. Juli 2010 nahm ihn der belgische Klub ROC Charleroi-Marchienne aus Charleroi unter Vertrag. Anfang 2012 kehrte er nach Japan zurück. Hier unterschrieb er einen Vertrag beim Erstligisten Shimizu S-Pulse. Im ersten Jahr wurde er mit Shimizu Vizemeister. Für Shimizu stand er 40-mal zwischen den Pfosten. Von August 2013 bis Januar 2014 wurde er an den Ligakonkurrenten Sagan Tosu nach Tosu ausgeliehen. Nach Ende der Ausleihe wurde er von Sagan Anfang 2014 fest verpflichtet. Nach 104 Spielen in der ersten Liga, der J1 League, verließ er Ende 2016 den Verein. Anfang 2017 schloss er sich dem ebenfalls in der ersten Liga spielenden FC Tokyo an. Mit dem Verein aus der Präfektur Tokio wurde er 2019 Vizemeister. Im Finale um den J.League Cup 2020 besiegte Tokyo am 4. Januar 2021 Kashiwa Reysol mit 2:1. Im Januar 2023 verließ er den Verein und schloss sich dem Zweitligisten Vegalta Sendai an.

## Erfolge
Shimizu S-Pulse
- Japanischer Vizemeister: 2012

FC Tokyo
- Japanischer Vizemeister: 2019
- Japanischer Ligapokalsieger: 2020